# Faecalibacterium
Faecalibacterium é um género de bactéria. Sua única espécie conhecida, Faecalibacterium prausnitzii, é uma importante bactéria comensal da flora intestinal humana. Existem evidências da eficácia de Faecalibacterium na prevenção do desenvolvimento de asma.